# État-major général (Algérie)
Pour les articles homonymes, voir EMG.
L'État-major général (EMG) est la structure du commandement de l'Armée de libération nationale contre la présence coloniale française en Algérie, situé aux frontières, à Ghardimaou, (Tunisie) et au Nador, (Maroc).

## Histoire
L'État-major général voit le jour en 1959, cinq ans après le début de la guerre d'Algérie, sur une décision du Conseil national de la Révolution algérienne (CNRA). L'une de ses missions est de briser la stratégie de l'encerclement des maquis, mise en place par le plan « Challe » et la construction de  la ligne « Morice » notamment. L'ALN qui n'avait auparavant qu'un semblant d'état-major dispose désormais d'un véritable centre de décision qui influencera les négociations.
Le Gouvernement provisoire de la République algérienne (GPRA), par l'intermédiaire du Comité interministériel de la Guerre (CIG) n'aura qu'un pouvoir indirect sur l'ensemble de l'ALN, le contrôle effectif sera du ressort de l'EMG dirigé par Boumédiène assisté des commandants Azzedine, Slimane, Ahmed Kaid et Ali Mendjli. Dès sa création, l'EMG va s'attacher méthodiquement à mettre de l'ordre au sein des unités de l'ALN stationnées sur la frontière tunisienne, grâce, entre autres, aux actions des capitaines Abderahmane Bensalem (3) et Salah Soufi, respectivement chefs de la zone sud. À partir de son PC de Ghardimaou à l'Est et d'Oujda à l'Ouest, le chef de l'EMG va coordonner et superviser l'organisation d'une armée qui ne cesse de croître - passant en 1960 de 10 000 hommes en 1962, 25 000 à l'Est et 10 000 à l'Ouest - de développer son potentiel militaire et de se moderniser sous l'impulsion des anciens officiers de l'armée française qui ont rejoint l'ALN. 
À la fin de 1960, le GPRA accuse l'EMG d'abandonner les wilayas de l'intérieur, et demande l'entrée de l'État-Major en Algérie avant le 31 mars 1961. La crise est ouverte. L'EMG (Boumédiene, Kaid Ahmed et Mendjli) refuse d'obtempérer, remet sa démission le 15 juillet 1961, quitte la Tunisie pour l'Allemagne en emportant avec lui plusieurs Milliards appartenant à la Révolution. En outre, l'EMG démissionnaire, s'est entendu discrètement avec les officiers de l'armée des frontières pour ne pas les remplacer.  Lors de la réunion du CNRA à Tripoli, du 6 au 27 août 1961, le remplacement de Ferhat Abbas par Benyoucef Benkhedda accentue la crise. 
L'EMG quitte le CNRA. Benkhedda échoue dans la tentative de réorganiser l'armée en fractionnant le commandement en deux (Maroc-Tunisie). Dans l'épreuve de force « l'armée des frontières » montre son unité derrière son chef, le colonel Houari Boumedienne. Elle reçoit le soutien de trois des « chefs historiques de la révolution », emprisonnées à Aulnoy : Ahmed Ben Bella, Mohamed Khider et Rabah Bitat. L'EMG soupçonne le GPRA qui conduit les négociations. Finalement, les hommes de l'EMG l'emporteront contre le GPRA, dans la crise de l’été 1962 après l'indépendance de l'Algérie.